# Beibit Schuqajew
Beibit Schuqajew (russisch Бейбит Жукаев, englisch Beibit Zhukayev; * 12. Oktober 2000 in Aqtau) ist ein kasachischer Tennisspieler.

## Karriere
Schuqajew spielte bis 2018 auf der ITF Junior Tour. In der Jugend-Rangliste erreichte er mit Rang 131 seine höchste Notierung.
Bei den Profis spielte Schuqajew 2016 sein erstes Match. 2018 konnte er erste Punkte für die Tennisweltrangliste erspielen. Erste Erfolge erzielte er 2019, als er bei zwei Turnieren der drittklassigen ITF Future Tour das Finale und damit einen Platz in den Top 800 erreichte. Nach einem Jahr ohne Turniere kehrte er 2021 zum Tennis zurück und hielt das Niveau von 2019, im Doppel gewann er seinen ersten Future-Titel, dem er 2022 seinen zweiten folgen ließ. 2022 gelang ihm eine Steigerung: zweimal stand er im Endspiel von Future (im Einzel); erstmals überzeugte er aber auf der höher dotierten ATP Challenger Tour. Sein erstes Match dort gewann er in Schymkent, im Doppel zog er zudem ins Halbfinale ein – in Bangkok schaffte er letzteres noch einmal. Beim selben stand er, aus der Qualifikation startend, ebenfalls im Halbfinale; nach seinem Einzug in jenes in Nur-Sultan früher im Jahr bereits zum zweite Mal. In Istanbul kam er zudem unter die letzten Acht. Das einzige Match auf der ATP Tour spielte er in Astana, wo er für Einzel und Doppel eine Wildcard erhielt. Im Einzel war er gegen Botic van de Zandschulp chancenlos, ebenso an der Seite von Alexander Bublik im Doppel. In der Weltrangliste beendete er sein bestes Jahr auf Rang 312.

## Erfolge
| Legende (Anzahl der Siege) |
| Grand Slam                 |
| ATP Finals                 |
| ATP Tour Masters 1000      |
| ATP Tour 500               |
| ATP Tour 250               |
| ATP Challenger Tour (2)    |

### Einzel

#### Turniersiege
| Nr. | Datum            | Turnier         | Belag         | Finalgegner | Ergebnis |
| --- | ---------------- | --------------- | ------------- | ----------- | -------- |
| 1.  | 5. November 2023 | Charlottesville | Hartplatz (i) | Aidan Mayo  | 6:3, 6:4 |

### Doppel

#### Turniersiege
| Nr. | Datum            | Turnier | Belag     | Partner          | Finalgegner                     | Ergebnis |
| --- | ---------------- | ------- | --------- | ---------------- | ------------------------------- | -------- |
| 1.  | 15. Februar 2025 | Manama  | Hartplatz | Witalij Satschko | Iwan Ljutarewitsch Luca Sanchez | 6:4, 6:0 |